# 東普利茅斯歷史區
東普利茅斯歷史區（英語：East Plymouth Historic District）是位於美國康乃狄克州利奇菲爾德縣普利茅斯境內的一個歷史區。

## 地理
東普利茅斯的座標為41°41′33″N 72°59′50″W / 41.69250°N 72.99722°W，而該地的平均海拔高度為196米（即643英尺）。